# Armonie
Armonia este relația dintre mai multe note percepute simultan și modul în care aceste relații sunt organizate în timp.
Analiza armoniei studiază acordurile și succesiunea lor. Aceste analize (care pot fi diferite pentru aceeași compoziție) încearcă să explice de ce anumite combinații de note sunt utilizate într-o compoziție. Analiza armoniei unei compoziții ajută la înțelegerea, memorarea și, în ultima instanță, la interpretarea acesteia.

## Armonia pre-tonală

### Antichitate
În Grecia Antică notele erau organizate în moduri, iar acordajul instrumentelor avea la bază noțiunea de tetracord. Deși există numeroase testimonii (scrieri, picturi pe vase) despre importanța muzicii în educația Greciei Antice, s-au păstrat foarte puține exemple de compoziții (aproximativ 50 de fragmente).

### Polifonie (Evul Mediu și Renaștere)
O compoziție polifonică (de exemplu, un motet în stilul contrapunctului renascentist) este alcătuită din mai multe linii melodice de aceeași importanță.
În polifonie, armonia a utilizat intervale, nu acorduri. De exemplu, un interval favorit în Evul Mediu a fost cvinta perfectă, care este intervalul dintre prima și a cincea notă dintr-o gamă. Armonia compozițiilor polifonice determină și este rezultatul evoluției acestor linii melodice unele față de altele, de exemplu dacă variații în cvinte paralele sunt permise (discant) sau nu (contrapunct).

### Bas cifrat (Baroc)
Polifonia a fost înlocuită de omofonie în perioada barocului. Basul cifrat a fost principalul mod de analiză a armoniei unei compoziții în perioada barocului.
În contrapunctul baroc, armonia este generată prin succesiunea bine controlată de intervale esențiale și neesențiale. Ca și în polifonie, relațiile dintre liniile melodice în perioada barocului rezultă într-o armonie uneori greu de exprimat în limbaj tonal, legat de game și acorduri.

## Perioada de tranziție (Barocul târziu)

### Basul fundamental
Primul sistem al armoniei tonale a fost dezvoltat de Jean-Philippe Rameau în lucrarea Tratat de armonie (fr. Traité de l'harmonie réduite à ses principes naturels, 1722).
În sistemul lui Rameau, basul fundamental variază numai cu intervale consonante (M3, P4, P5 si M6) și reprezintă fundația armoniei unei compoziții.
Rameau a stabilit că diferite sonorități (de exemplu, în notație modernă, {\displaystyle I}, {\displaystyle I^{6}} și {\displaystyle I_{4}^{6}}) sunt de fapt variante ale aceluiași acord și a introdus noțiunea de acord perfect (fr. accord parfait, triada pe tonică), subdominantă (fr. sousdominante, o creștere de P5 în basul fundamental) și dominantă (fr. dominante, o descreștere de P5 în basul fundamental). Ca și în Baroc, acordurile, pentru a forma o structură coerentă, trebuie conectate prin disonanțe. Disonanța are o importanță crucială în acest sistem deoarece, în general, reprezentarea unei sonorități printr-un acord depinde de notele alăturate.

#### Triada majoră
Basul fundamental este înțeles cel mai simplu cu ajutorul unei triade majore. În scara sonoră a intonației naturale o terță mare și mică reprezintă o creștere a frecvenței cu 5/4 și respectiv 6/5. Astfel, într-o triadă majoră (de exemplu, Do-Mi-Sol) nota Mi are o frecvență cu 5/4 peste nota Do, iar nota Sol o frecvență de 5/4*6/5=6/4 peste nota Do. Frecvențele notelor care alcătuiesc triada sunt deci (Do,Mi,Sol)=(1,5/4,6/4) sau, echivalent (4/4,5/4,6/4). Astfel, înălțimea acestor note poate fi reprezentată sub formă de multipli ai aceleași frecvențe fundamentale, numită bas fundamental, egală cu 1/4 din frecvența notei Do sau cu diferența dintre notele Mi și Do.

#### Triada minoră
Pentru o triadă minoră, frecvențele sunt (1,6/5,6/4)=(10/10,12/10,15/10)=(6/6,6/5,6/4). Prin analogie cu triada majoră, basul fundamental este egal cu 1/10 din frecvența notei Do. Spre deosebire de triada majoră, această observație rămâne însă fără un suport sonor, deoarece acest bas fundamental nu poate fi obținut din notele care formează triada minoră. Astfel, această analogie a rămas formală. Există însă o altă analogie cu triada majoră: basul fundamental este înlocuit de o notă cu frecvența de 6 ori peste cea a notei Do, iar multiplicarea basului fundamental este înlocuită de împărțirea acestei note la 6,5 și 4. Această analogie a fost extinsă în sistemul analizei funcționale (descris mai jos).

## Sisteme de analiză a armoniei tonale (perioadele clasică și romantică)
Într-o piesă muzicală omofonă din această perioadă, acordurile se înlănțuiesc după reguli specifice în progresii de acorduri.

## Teoria progresiilor fundamentale
Sistemul lui Rameau nu implică o tonalitate. Teoria progresiilor fundamentale va explica cum aceasta este realizată într-o compoziție.
Teoria progresiilor fundamentale (ger. Stufentheorie; în germană „Stufe” înseamnă literal treaptă, în sens larg stagiu) a fost un sistem de analiză a armoniei elaborat de Simon Sechter (1788-1867). În acest sistem, treptele gamei au primit notația I, II, III etc. Sinteza notației acestui sistem cu cea a basului cifrat a evoluat în notația acordurilor folosită în prezent (de exemplu, {\displaystyle I_{4}^{6}}).
În acest sistem, se renunță la ideea conform căreia progresiile de acorduri (sonorități) sunt datorate disonanțelor. O progresie tipică este I-IV-vii-iii-vi-ii-V-I (cercul cvintelor perfecte), păstrată în studiul armoniei și astăzi într-o versiune prescurtată (de la iii la I).

### Analiza funcțională
Analiza funcțională a fost propusă de Hugo Riemann (1849-1919).
O triadă majoră este formată dintr-o terță mare urmată de o terță mică (de exemplu, Do, Mi, Sol). Într-o triada minoră, o terță mică este urmată de o terță mare (de exemplu, Do, Mi Bemol, Sol). În analiza funcțională, un accent deosebit este pus pe înțelegerea armoniei în game majore și minore într-un sistem simetric (prin simetric se înțelege inversarea relațiilor dintre note; pentru detalii vedeți mai jos). Treptele ii, iii și vi sunt considerate secundare, variante disonante ale treptelor primare.
Armonia unei compoziții este analizată cu o progresie de tipul I-IV-V-I cu mai multe variante (de exemplu, T-S-D-T, T-sP-dP-T etc.). Este un sistem util în analiza armoniei compozițiilor cu tendințe cromatice de la sfârșitul secolului al XIX-lea. Îndoieli despre universalitatea acestui sistem (și o percepție de artificialitate în impunerea unei simetrii absolute pentru gamele majore și minore) au făcut ca acesta să nu fie utilizat în prezent în aceeași măsură ca cel al progresiilor fundamentale. Analiza funcțională continuă să aibă o prezență vizibilă în literatura de limbă germană deoarece treptele ii, iii și vi ale gamei majore au păstrat denumirea Sp, Dp și Tp, acordurile formate pe aceste trepte fiind numite secundare (cele pe treptele I, IV si V sunt numite respectiv primare).

#### Game majore
Triadele diatonice sunt majore (I, IV si V), minore (ii, iii, vi) sau micșorate (viio). Triadele majore sunt notate I=T (tonica), IV=S (subdominanta), V=D (dominanta). În analiza funcțională, triadele minore sunt interpretate ca având o funcție „paralelă” cu cele majore. Astfel, triada vi este notată Tp (tonica paralelă), deoarece are baza pe tonica gamei paralele celei majore (La minor fata de Do major). Treptele iii și ii, fiind o cvintă peste și o cvartă sub treapta vi, au primit firesc numele Dp (dominanta paralelă) și respectiv Sp (subdominanta paralelă).

### Game minore
Sistemul este dezvoltat simetric în game minore (notația este și ea simetrică: T devine t, Tp devine tP etc.). De exemplu, acordul T=(Do,Mi,Sol)= (terța mare și cvinta perfectă peste nota de referință la baza=Do) în gama Do major este inversat la (Do, Mi bemol,Sol)=(terța mare și cvinta perfectă sub nota de referință care este acum la vârf=Sol). Prin urmare, dacă în gama Do major T=(Do,Mi,Sol) și Tp=(La,Do,Mi) diferă cu o singură notă cu un ton peste cvinta deasupra bazei (La relativ la Sol), în gama Do minor t=(Do,Mi Bemol,Sol) și tP vor diferi cu o singură notă cu un ton sub cvinta sub bază („baza” este Sol, cvinta sub bază este Do, un ton sub Do este Si Bemol), sau tP=(Si Bemol,Mi Bemol,Sol)=triada majoră Mi Bemol.

#### Acord de contrast
În plus, un nou tip de acord este definit, numit „acord de contrast” (ger. Gegenklang) sau Leittonwechselklang (Leitton (sensibila) + Wechsel (schimb) + klang (sunet), aproximativ „acord de schimb cu sensibila”) pentru treptele T, D și S, notat Tl, Dl, Sl în game majore și tL, dL, sL in game minore. In game majore, acordul Tl se obține prin modificarea lui T=(Do, Mi,Sol) prin schimbarea bazei cu o notă cu un semiton sub bază (sensibila), sau Tl=(Si, Mi, Sol)=triada minoră Mi. Simetric, tL in Do minor este schimbarea lui t=(Do,Mi Bemol, Sol) prin înlocuirea „bazei” (acum Sol) cu o notă cu un semiton peste: tL=(Do, Mi Bemol,La Bemol)=triada majoră La Bemol.
Similar se pot afla acordurile dL, sL etc. De exemplu, pentru a găsi acordul sL trebuie aflat mai întâi acordul s. În gama Do minor =(Do, Re, Mi Bemol, Fa, Sol, La Bemol, Si Bemol) acordul s este (Fa,La Bemol,Do). Deci, sL=(Fa,LaBemol,Re Bemol)=(Re Bemol,Fa, La Bemol)=triada majoră cu baza pe treapta ii Bemol=acordul napolitan N6. Astfel, sistemul de acorduri al analizei funcționale are avantajul de a conține acorduri care altfel ar trebui considerate separat, de exemplu N6.

### Funcții „secundare”
Walter Piston (1894-1976) a introdus în textul devenit clasic Armonie (engl. Harmony, prima ediție 1941) o inovație în notația acordurilor împrumutate sub forma T / T (engl. T of T, unde T reprezintă treapta) și denumirea de funcție „secundară” (engl. secondary function). Funcția secundară descrie funcția unui acord în gama spre care se tonicizează (sau „secundară”). Astfel, V/V este o triadă majoră pe treapta V într-o gamă cu tonica pe treapta V a gamei principale. De exemplu, dacă o compoziție în Do Major tonicizează în Sol Major, acordul (Sol, Si, Re) este notat V, iar acordul (Re, Sol Bemol, La) este notat V/V.

### Alte variante
Analiza Schenkeriană, numită astfel după Heinrich Schenker (1868-1935) care a expus principiile acesteia în lucrarea Compozitia liberă (ger. Der Freie Satz, prima ediție 1935), este populară mai ales în Statele Unite.
În acest sistem, o compoziție elaborează o structură fundamentală (Ursatz) care este aceeași pentru toate compozițiile tonale. Structura fundamentală este alcătuită dintr-o linie melodică (Urlinie) de forma {\displaystyle {\hat {3}}-{\hat {2}}-{\hat {1}}}, {\displaystyle {\hat {5}}-{\hat {4}}-{\hat {3}}-{\hat {2}}-{\hat {1}}} sau {\displaystyle {\hat {8}}-{\hat {7}}-{\hat {6}}-{\hat {5}}-{\hat {4}}-{\hat {3}}-{\hat {2}}-{\hat {1}}}  și o linie de bas (Bassbrechung) care formează o progresie de acorduri I-V-I.

## Armonia post-tonală
Armonia post-tonală a fost și rămâne un subiect controversat. Așa cum în perioada tonală compozitorii au fost obsedați de tonalitate, în perioada post-tonală au devenit obsedați de evitarea acesteia. Armonia unei compoziții a trecut astfel pe planul doi.
Din punct de vedere al analizei de armonii, notele unui set (în general, un set de note cu o structură internă logică este numit o serie de note.)  sunt considerate în 4 grupuri de 3 (numite tricorduri) sau 2 grupuri de 6 (hexacorduri) etc.
Armonia este relativ restrânsă. De exemplu, pentru două voci care urmează variante ale setului P0 numărul de intervale posibil la orice moment este mic: la o notă într-o voce, o notă poate fi adăugată în a doua voce care repetă nota precedentă sau o urmează în setul respectiv (2 posibilități).